# Brownie (perro)
Brownie (Punta Arenas, 2015) es un perro mestizo chileno, conocido por ser la mascota de la familia del presidente de Chile, Gabriel Boric, adquiriendo popularidad durante la campaña electoral de dicho candidato y tras su elección.

## Biografía
Nació en Punta Arenas en 2015, y siendo un cachorro de 45 días de vida fue adoptado por Tomás —hermano de Gabriel Boric—, quien lo recogió de una casa en Punta Arenas que estaba regalando perros de una nueva camada; fue escogido porque presentaba una lesión en una de sus patas traseras y cojeaba, razón por la cual no había sido escogido por otras personas para su adopción. La familia Boric escogió el nombre Brownie para el perro, cuyo pelaje es de color café, ya que dicho alimento es una de las preparaciones favoritas de sus integrantes.
Según miembros de la familia Boric, se caracteriza por ser «un perro curioso y que gusta de salir a explorar», razón por la cual también ha sido denominado como «el perrito libertario»; producto de esta situación, el 24 de septiembre de 2019 se perdió por las calles de Punta Arenas y fue encontrado al día siguiente. Brownie también es descrito como un perro «torpe pero bien intencionado» y «simpático y gentil» que posee un vínculo especial con la madre de Gabriel Boric —María Soledad Font— y, al ser un perro criado en la región de Magallanes, está acostumbrado al frío y duerme en una casita de perro ubicada en el patio del hogar de sus cuidadores.
Adquirió notoriedad el 18 de junio de 2021, cuando estuvo presente en el acto de lanzamiento de la campaña de Gabriel Boric para las primarias presidenciales de Apruebo Dignidad, realizado en la Costanera de Punta Arenas. Posteriormente apareció en diferentes capítulos de la franja electoral emitida en televisión, y el día de la elección presidencial (19 de diciembre de 2021) su presencia en la entrada de la casa de Boric generó que el candidato presidencial —que iba camino al vehículo que lo llevaría a su lugar de votación en Punta Arenas— se desviara de su trayecto para acariciarlo y despedirse de él.
Posterior al triunfo de Gabriel Boric en la elección presidencial de diciembre de 2021, surgieron diferentes denominaciones para Brownie al ser la mascota del presidente electo; entre los nombres instalados se encuentran «Primer perro de la República», «Primer perro presidencial» y «Primer perro de la nación». El 21 de diciembre de 2021 fueron creadas las cuentas oficiales del perro en las redes sociales Instagram y Twitter, alcanzando en la primera de ellas más de 110 mil seguidores en las primeras horas y 247 mil al día siguiente; se busca que con dichas cuentas se logre generar conciencia sobre el cuidado de los animales. También se especuló sobre su posible traslado a Santiago y al Palacio de La Moneda (sede del gobierno) para acompañar al presidente, lo cual fue descartado al ser un perro que es cuidado por toda la familia Boric Font en Punta Arenas.